# Eric Sundblad

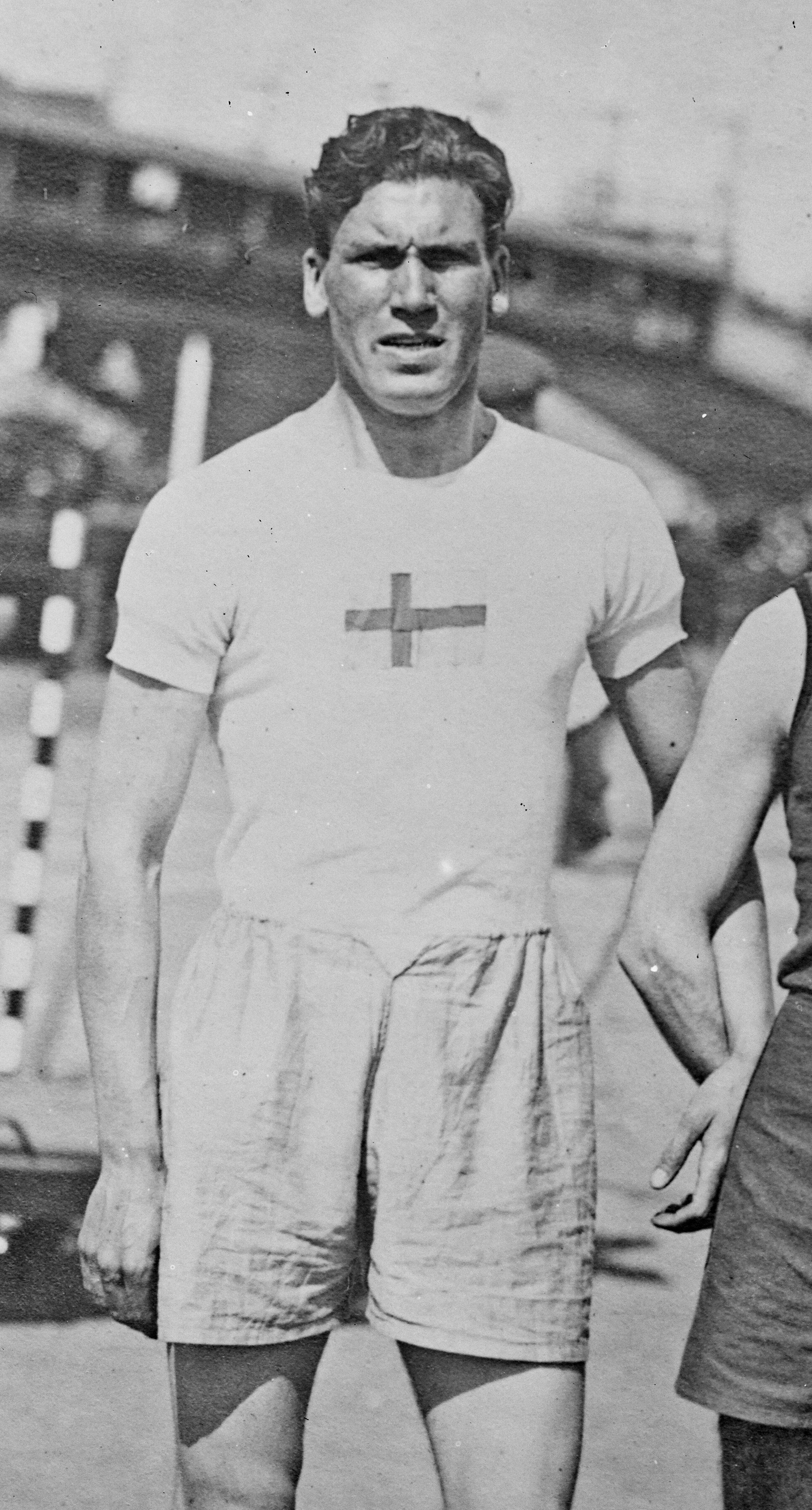
Eric Sundblad

Eric Sundblad (Eric Gustav Sundblad; * 29. Juli 1897 in Stockholm; † 24. Februar 1983 ebd.) war ein schwedischer Sprinter, der sich auf den 400-Meter-Lauf spezialisiert hatte.
Bei den Olympischen Spielen 1920 in Antwerpen wurde er Fünfter in der 4-mal-400-Meter-Staffel und erreichte über 400 m das Halbfinale.
Seine persönliche Bestzeit von 50,1 s stellte er am 1. August 1920 in Stockholm auf.